# Tello Téllez de Meneses
Tello Téllez de Meneses (Meneses de Campos, c. 1170-Jaén, 1246) fue un obispo castellano, obispo de Palencia desde 1208 hasta su muerte. Era miembro de una de las familias más poderosas en Tierra de Campos, hijo de Tello Pérez de Meneses y Gontrodo García, fundadora del monasterio de Santa María de Matallana. 

## Biografía
En 1208 fundó el Estudio General de Palencia a instancias y con el apoyo del rey Alfonso VIII de Castilla. Consta que participó en la batalla de Las Navas de Tolosa al frente de un cuerpo de soldados junto con sus hermanos Alfonso, Suero y García Téllez. Participó en el IV Concilio de Letrán. Fue protector de San Telmo, a quien invitó a estudiar en la universidad. Durante su obispado financió la construcción de la iglesia y el palacio-fortaleza de Villamuriel de Cerrato. 
Con su nombre existe en Palencia la fundación cultural Institución Tello Téllez de Meneses.
| Predecesor: Arderico | Obispo de Palencia 1208 - 1246 | Sucesor: Rodrigo |